# Oncidium mantense
Oncidium mantense là một loài thực vật có hoa trong họ Lan. Loài này được Dodson & R.Estrada mô tả khoa học đầu tiên năm 2003.